# Генріх Бонгарц
Генріх Бонгарц (нім. Heinrich Bongartz; 31 січня 1892, Дуйсбург — 23 січня 1946, Райнберг) — німецький льотчик-ас, оберлейтенант Прусської армії, оберст резерву люфтваффе. Кавалер ордена Pour le Mérite.

## Біографія
Народився в фермерській сім'ї. Навчався спочатку у гімназіальному реальному училищі в Гамборні, а потім відвідував семінар з підготовки вчителів. Почав працювати у Гогенцоллерн-школі вчителем. З квітня 1913 по квітень 1914 року відслужив обов'язкову військову службу в 16-му піхотному полку в Мюльгаймі.
З початку Першої світової війни до серпня 1916 року служив у 13-му резервному піхотному полку, у складі якого брав участь у боях під Верденом, після яких отримав звання лейтенанта у березні 1916 року. В липні 1916 року подав заяву про переведення в авіацію. У серпні 1916 року приступив до льотного навчання, спочатку у Гамбурзі-Фульсбюттелі, потім — у Ганновері, яке закінчив у найкоротші терміни, отримавши за це спеціальну премію. Після закінчення навчання був призначений в 5-й льотний дивізіону, потім — в 5-ту бойову гуру і 27-му бойову ескадрилью, яка пізніше стала 8-ю охоронною ескадрильєю. Навесні 1917 року за рекомендацією Альберта Доссенбаха був переведений в 36-му винищувальну ескадриль. 6 квітня 1917 року збив свій перший літак, а вже на початку листопада — двадцятий. Був тяжко поранений. У вересні 1917 року призначений командиром 36-ї винищувальної ескадрильї. Був кілька разів поранений — у листопаді 1917 року, 29 березня та 25 квітня 1918 року – але продовжував літати. 29 квітня чергове тяжке поранення завершило його кар'єру як льотчика. Під час пілотування DR.1 575/17 у бою проти 74-ї ескадрильї Бонгарца було поранено в голову. Куля пройшла через ліву скроню, око та ніс. Йому вдалося сісти біля пагорба Кеммел. При цьому літак розбився, а сам Бонгарц втратив ліве око. Всього за час бойових дій здобув 33 перемоги, ще одна перемога залишилась непідтвердженою.
Після одужання служив в Адлерсхофі директором інспекторату з аеропланів. Там його застала Листопадова революція. Він брав участь у боях проти революціонерів і 9 листопада 1918 року знову був тяжко поранений. У 1919 році залишив військову службу, але залишився в авіації, став директором німецької Повітряної торгової компанії. У 1921 році впав з літаком під час одного з показових польотів, але вижив. Після того, як Гельзенкірхен згідно з Версальським договором перестав бути центром повітроплавання, Бонгарц перейшов на один із нафтопереробних заводів, обійнявши посаду директора з продажу. Під час Каппського заколоту брав участь у рурських боях. Пізніше повністю повернувся до цивільного життя, назавжди зберігши захоплення авіацією. Був консультантом у щойно організованих люфтваффе.
Під час Другої світової війни служив на Східному фронті, в 1941/42 роках — в районі Пскова. Пізніше був переведений у Грове (Данія) комендантом нічних винищувачів. В 1944 році призначений на ту саму посаду у Фінляндії.
Помер від серцевого нападу. Похований на цвинтарі у Дуйсбурзі.

## Нагороди
- Залізний хрест 2-го і 1-го класу
- Нагрудний знак військового пілота (Пруссія)
- Королівський орден дому Гогенцоллернів, лицарський хрест з мечами (24 листопада 1917)
- Pour le Mérite (23 грудня 1917)
- Почесний хрест ветерана війни з мечами